# Rubber Duck
Rubber Duck – instalacja artystyczna w postaci pływającej gumowej kaczki znacznych rozmiarów autorstwa Holendra Florentijna Hofmana. Pierwszą rzeźbę artysta zaprezentował w 2007 we francuskim porcie Saint-Nazaire. Później kaczkę eksponowano w wielu innych miastach na całym świecie, m.in. w Hongkongu, Osace, São Paulo i Auckland. Według autora celem prezentacji dmuchanej kaczki jest skłonienie odbiorcy do refleksji nad stanem mórz i oceanów.
Kaczki są różnej wielkości. Największą z dotychczasowych była kaczka z Saint-Nazaire, o wymiarach 26×20×32 m. W 2008 wysoka na 12 m kaczka pojawiła się w São Paulo, w mieście, w którym  w latach 2015–2016 wizerunek kaczki został wykorzystany w procesie impeachmentu Dilmy Rousseff. Twórca dzieła negatywnie odniósł się do brazylijskich wydarzeń, twierdząc że jego rzeźba ma charakter apolityczny i powstała po to, by łączyć ludzi. W 2009 kaczkę wystawiono w belgijskim Hasselt oraz w Osace. W Japonii Hofmana poproszono o stworzenie wersji, która po wyciągnięciu z wody, zostałaby przetransportowana do Kobe i umieszczona na dachu Hyōgo Kenritsu Bijutsukan (Muzeum Sztuki Prefektury Hyōgo). Artysta odmówił. W 2011 rzeźba pojawiła się w Auckland, w 2012 w Onomichi. W styczniu 2013 była atrakcją w Sydney, w maju tego samego roku w Hongkongu. Nadmuchana kaczka z Hongkongu miała 16,5 m wysokości, zbudowana była z 200 kawałków PVC i ważyła ponad pół tony. We wrześniu 2013 po raz pierwszy pojawiła się w Stanach Zjednoczonych, w Pittsburgh. W tym samym miesiącu odbyła się również prezentacja w Pekinie. Kaczka stanęła przed Pałacem Letnim. Była o 1,5 m wyższa od kaczki z Hongkongu. W późniejszych latach instalacja pojawiła się jeszcze w kilkunastu innych miastach, m.in. w Baku i Seulu.
Wydarzeniu często towarzyszą inne atrakcje kulturalne.

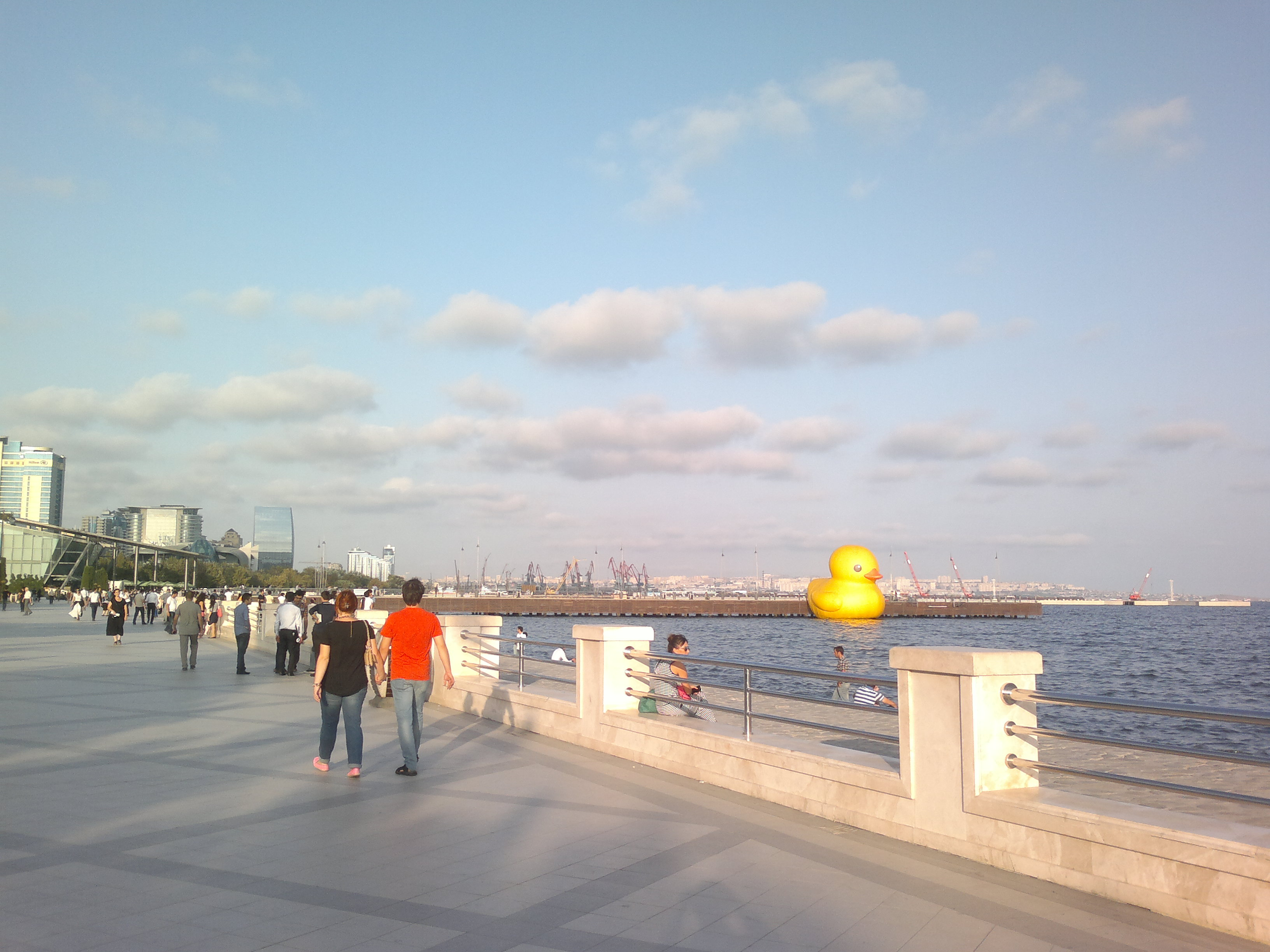
Baku, 2013
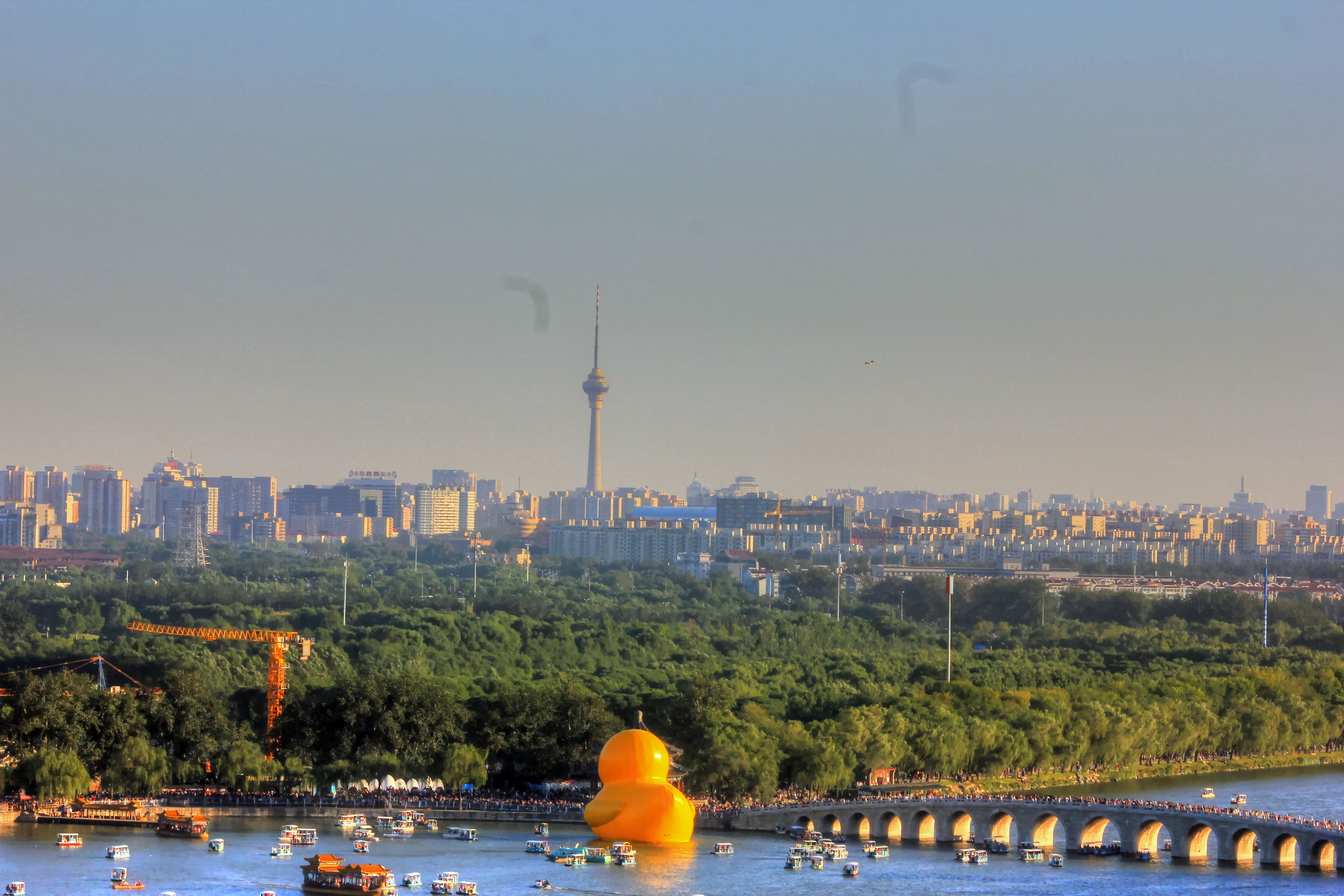
Pekin, 2013